# Formaciones rocosas de Ayo
Las Formaciones Rocosas de Ayo son una serie de rocas monolíticas situadas en la isla de Aruba en el mar Caribe. Están situados cerca del pueblo de Ayo, alrededor de 3,2 km del puente natural hacia Casibari. Las formaciones de Casibari están a unos 3,2 km hacia el interior entre Puente Natural (ahora destruido) y Oranjestad, la capital de Aruba, al oeste de Boac Andicuri.
El pueblo arahuaco fue el primer en poblar la isla. Solían visitar las Formaciones rocosas de Ayo para que pudieran escuchar las tormentas eléctricas entrantes acercándose a la isla de Aruba. También tallaron pinturas en rocas llamadas petroglifos como parte de lo que se cree eran sus ritos religiosos.
Algunos senderos y caminos se han establecido alrededor de la formación . Pasan a través de varios estrechos túneles que hacen que el acceso a través de una sola ruta sea bastante difícil. Las Formaciones Casibari están a 3.2 km de la autopista 4A / B.
En la entrada, hay una formación llamada boca Dragón. En un día claro, toda la isla e incluso el litoral Venezuela se pueden ver desde el sitio donde están las formaciones.